# احمد بن طولون

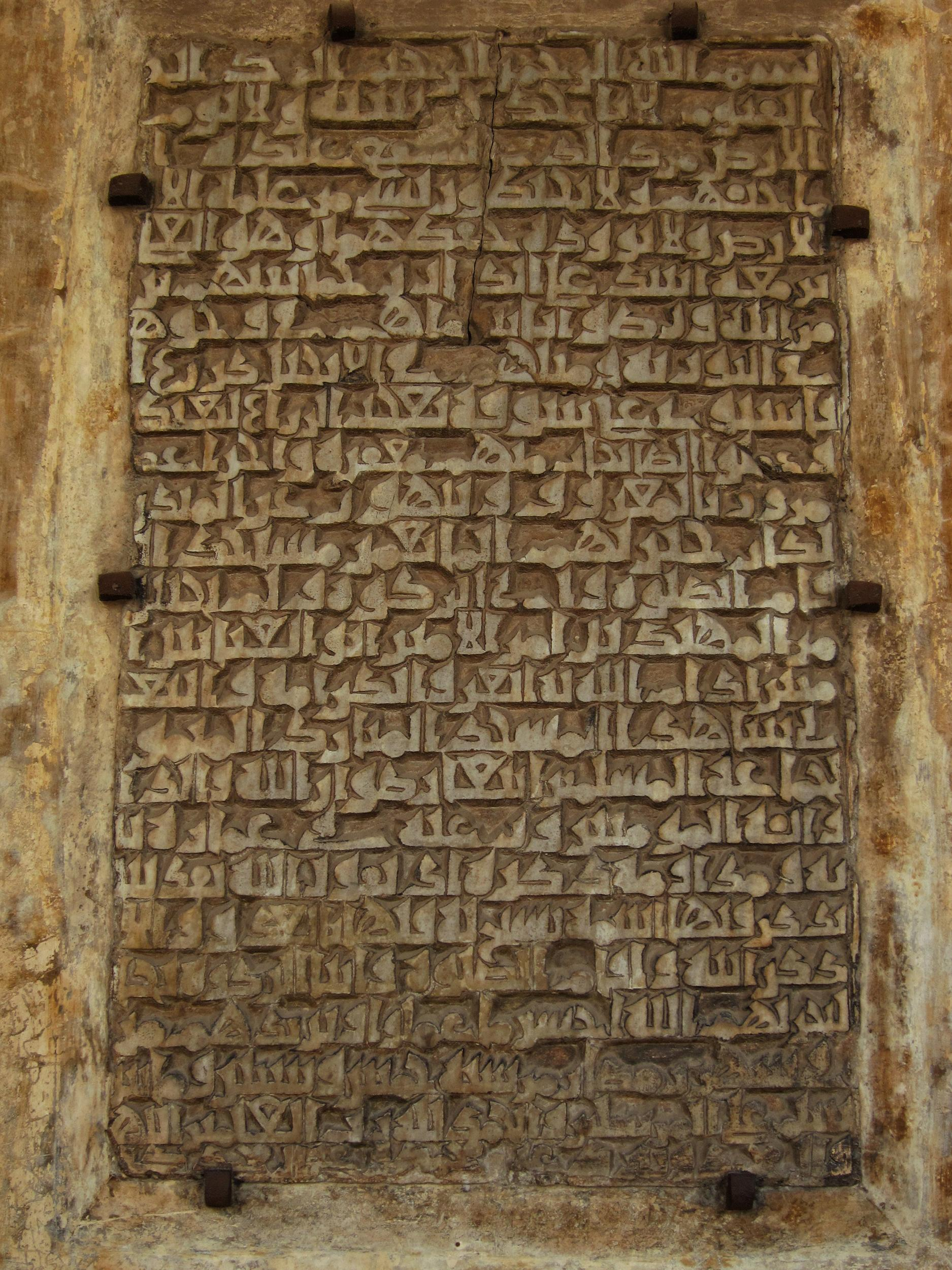
متنی کوفی بر مسجد ابن طولون، قاهره مصر.

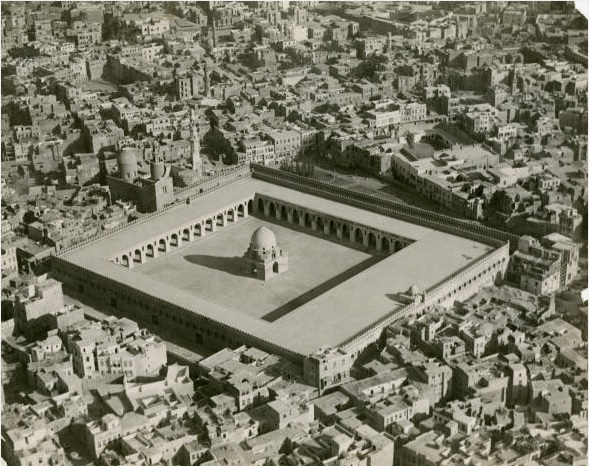
مسجد أحمد بن طولون، مصر، قاهره

احمد بن طولون (عربی: أحمد بن طولون) از والیان دوره خلافت عباسی بود. وی بنیان‌گذار دودمان طولونی بود که بین سال‌های ۸۶۸ و ۹۰۵ میلادی بر مصر و سوریه فرمان راندند. پدر احمد، به نام طولون، یکی از غلامان امیران دودمان سامانی بود و او را حکمران سامانی سمرقند به مأمون بخشید و طولون نزد مأمون در بغداد به مناصب عالی رسید و پسر او احمد در ۲۴۰ ه‍.ق به‌جای پدر منصوب گردید.
احمد ابن طولون که در اصل یک برده‌سرباز تُرک‌تبار بود در سال ۸۶۸ (۲۵۴ قمری) از سوی خلیفه عباسی به عنوان والی به مصر فرستاده شد. او ظرف چهار سال توانست با اخراج مأمور مالی خلیفه یعنی ابن‌المدبر، و به دست گرفتن امور مالی مصر خود را به عنوان فرمانروایی عملاً مستقل تثبیت کند. او همچنین توانست یک نیروی نظامی بزرگ وفادار به خود در مصر تشکیل بدهد. دربار عباسی در این زمان سرگرم نبرد با صفاریان و سرکوب شورش زنگیان بود و توجه کم موفق بالله، خلیفه عباسی به مصر این فرصت را برای احمد بن طولون فراهم آورد.
ابن طولون در نظام مالیاتی اصلاحاتی انجام داد و شبکه آبیاری را تعمیر کرد و با این دست تدابیر میزان خراج سالانه‌ای که به دست آورد رشد چشمگیری یافت. به عنوان نمادی برای حکومت تازه خود، ابن طولون پایتختی جدید به نام القطائع را در شمال پایتخت پیشین یعنی فُسطاط، ساخت. خلیفه موفق بالله پس از سال‌های ۸۷۵ و ۸۷۶ برای خلع ید ابن طولون با او وارد مبارزه شد اما در این کار کامیاب نشد. ابن طولون در سال ۸۷۸ با پشتیبانی معتمد، برادر الموفق، حکمرانی سوریه و مناطق مرزی امپراتوری بیزانس را نیز به دست گرفت اما برای کنترل طرسوس با چالش روبه‌رو شد. خانواده احمد بن طولون در شهر فارسی‌زبان بخارا نشیمن داشتند و نام فرزند و جانشین او، یعنی خمارویه نیز نامی فارسی است.